# Aphelium

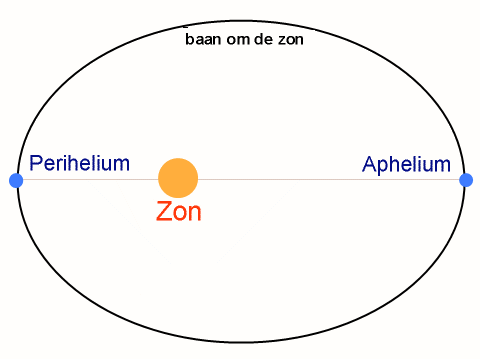
Het aphelium en perihelium van een planeet.

Het aphelium (uitgesproken: ap-helium) is het punt in de baan van een planeet of ander object dat in een elliptische baan om de zon draait en dat het verst van de zon gelegen is. Sommige objecten, met name kometen, beschrijven parabolische of zelfs hyperbolische banen en hebben geen aphelium. De tegenhanger van het aphelium is het perihelium, waar de baan de zon het dichtst nadert.
Het overeenkomstige punt voor een baan om de aarde wordt apogeum genoemd. Het algemene woord dat niet van het centrale hemellichaam afhangt is apoapsis of apofocus.